# John Christopher Patrick Anderson
John Christopher Patrick Anderson (Dublino, 7 novembre 1959) è un ex calciatore irlandese.

## Statistiche

### Cronologia presenze e reti in nazionale
| Cronologia completa delle presenze e delle reti in nazionale ― Irlanda | Cronologia completa delle presenze e delle reti in nazionale ― Irlanda | Cronologia completa delle presenze e delle reti in nazionale ― Irlanda | Cronologia completa delle presenze e delle reti in nazionale ― Irlanda | Cronologia completa delle presenze e delle reti in nazionale ― Irlanda | Cronologia completa delle presenze e delle reti in nazionale ― Irlanda | Cronologia completa delle presenze e delle reti in nazionale ― Irlanda | Cronologia completa delle presenze e delle reti in nazionale ― Irlanda |
| Data                                                                   | Città                                                                  | In casa                                                                | Risultato                                                              | Ospiti                                                                 | Competizione                                                           | Reti                                                                   | Note                                                                   |
| ---------------------------------------------------------------------- | ---------------------------------------------------------------------- | ---------------------------------------------------------------------- | ---------------------------------------------------------------------- | ---------------------------------------------------------------------- | ---------------------------------------------------------------------- | ---------------------------------------------------------------------- | ---------------------------------------------------------------------- |
| 26-9-1979                                                              | Praga                                                                  | Cecoslovacchia                                                         | 4 – 1                                                                  | Irlanda                                                                | Amichevole                                                             | -                                                                      | 88’                                                                    |
| 29-10-1979                                                             | Dublino                                                                | Irlanda                                                                | 3 – 2                                                                  | Stati Uniti                                                            | Amichevole                                                             | 1                                                                      | 65’                                                                    |
| 21-5-1982                                                              | Ñuñoa                                                                  | Cile                                                                   | 1 – 0                                                                  | Irlanda                                                                | Amichevole                                                             | -                                                                      |                                                                        |
| 27-5-1982                                                              | Uberlândia                                                             | Brasile                                                                | 7 – 0                                                                  | Irlanda                                                                | Amichevole                                                             | -                                                                      |                                                                        |
| 30-5-1982                                                              | Arima                                                                  | Trinidad e Tobago                                                      | 2 – 1                                                                  | Irlanda                                                                | Amichevole                                                             | -                                                                      |                                                                        |
| 3-6-1984                                                               | Sapporo                                                                | Cina                                                                   | 0 – 1                                                                  | Irlanda                                                                | Kirin Cup                                                              | -                                                                      |                                                                        |
| 26-3-1986                                                              | Dublino                                                                | Irlanda                                                                | 0 – 1                                                                  | Galles                                                                 | Amichevole                                                             | -                                                                      | 50’                                                                    |
| 25-5-1986                                                              | Reykjavík                                                              | Islanda                                                                | 1 – 2                                                                  | Irlanda                                                                | Amichevole                                                             | -                                                                      |                                                                        |
| 27-5-1986                                                              | Reykjavík                                                              | Cecoslovacchia                                                         | 0 – 1                                                                  | Irlanda                                                                | Amichevole                                                             | -                                                                      | 46’                                                                    |
| 1-4-1987                                                               | Sofia                                                                  | Bulgaria                                                               | 2 – 1                                                                  | Irlanda                                                                | Qual. Euro 1988                                                        | -                                                                      |                                                                        |
| 29-4-1987                                                              | Dublino                                                                | Irlanda                                                                | 0 – 0                                                                  | Belgio                                                                 | Qual. Euro 1988                                                        | -                                                                      |                                                                        |
| 23-5-1987                                                              | Dublino                                                                | Irlanda                                                                | 1 – 0                                                                  | Brasile                                                                | Amichevole                                                             | -                                                                      |                                                                        |
| 28-5-1987                                                              | Lussemburgo                                                            | Lussemburgo                                                            | 0 – 2                                                                  | Irlanda                                                                | Qual. Euro 1988                                                        | -                                                                      | 52’                                                                    |
| 23-3-1988                                                              | Dublino                                                                | Irlanda                                                                | 2 – 0                                                                  | Romania                                                                | Amichevole                                                             | -                                                                      | 46’                                                                    |
| 27-4-1988                                                              | Dublino                                                                | Irlanda                                                                | 2 – 0                                                                  | Jugoslavia                                                             | Amichevole                                                             | -                                                                      | 55’                                                                    |
| 19-10-1988                                                             | Dublino                                                                | Irlanda                                                                | 4 – 0                                                                  | Tunisia                                                                | Amichevole                                                             | -                                                                      |                                                                        |
| Totale                                                                 |                                                                        | Presenze                                                               | 16                                                                     |                                                                        | Reti                                                                   | 1                                                                      |                                                                        |